# Paweł Miąszkiewicz
Paweł Miąszkiewicz (ur. 26 listopada 1971 w Warszawie – polski piłkarz grający na pozycji pomocnika.
Ma za sobą bardzo bogatą karierę piłkarską, występował m.in. w Lidze Mistrzów w barwach Widzewa Łódź. Ponadto z Widzewem dwukrotnie świętował tytuły mistrza Polski (1996, 1997), a także raz Superpuchar Polski (1996).